# La Nuit de la métamorphose
Pour plus de détails, voir Fiche technique et Distribution.
La Nuit de la métamorphose (Izbavitelj) est un film yougoslave réalisé par Krsto Papić, sorti en 1976.
Le film a été en compétition au Festival international du film fantastique d'Avoriaz 1978 ainsi qu'au festival Fantasporto où il a gagné le prix du meilleur film. Il gagna aussi la Licorne d'or au Festival international du film fantastique et de science-fiction de Paris.

## Fiche technique
- Titre original : Izbavitelj
- Titre français : La Nuit de la métamorphose
- Réalisation : Krsto Papić
- Scénario : Krsto Papić, Zoran Tadic, Ivo Brešan d'après le livre d'Alexander Grin
- Photographie : Ivica Rajkovic
- Musique : Branislav Zivkovic
- Pays d'origine : Yougoslavie
- Genre : horreur
- Durée : 80 minutes
- Date de sortie : 1976

## Distribution
- Ivica Vidovic : Ivan Gajski
- Mirjana Majurec : Sonja Boskovic
- Relja Basic : Izbavitelj / Gradonacelnik
- Fabijan Sovagovic : Professeur Martin Boskovic